# Голема Црцорија
Голема Црцорија (мкд. Голема Црцорија) је насеље у Северној Македонији, у крајње североисточном делу државе. Голема Црцорија је у оквиру општине Крива Паланка.

## Географија
Голема Црцорија је смештена у крајње североисточном делу Северне Македоније. Од најближег већег града, Куманова, село је удаљено 80 km источно.
Село Голема Црцорија се налази у историјској области Славиште. Насеље је положено на јужним падинама планине Чупина, на око 1.100 метара надморске висине.
Месна клима је планинска због знатне надморске висине.

## Становништво
Голема Црцорија је према последњем попису из 2002. године имала 85 становника. Од тога огромну већину чине етнички Македонци (100%).
Претежна вероисповест месног становништва је православље.